# Seven Springs (Pennsylvania)
Seven Springs è un comune (borough) degli Stati Uniti d'America, situato nello stato della Pennsylvania, diviso tra la contea di Somerset e la contea di Fayette.